# Андропауза
Андропа́уза (клімакс у чоловіків) — період у житті чоловіка, коли згасає гормональна активність яєчок. Настає між 50-60 роками життя. Тривалість клімактеричного періоду — 2-5 років.

## Причини
Клімактеричний синдром, або патологічний клімакс — сукупність ендокринно-вегетативних порушень, що формуються у деяких людей під час клімактеричної гормональної перебудови. Вирішальне значення має наявність преморбідного фону — наявність стресових чинників, психоемоційних або сексуальних порушень, гострих або хронічних захворювань ЦНС, внутрішніх органів, геніталій.

## Патогенез
Патогенез клімактеричного синдрому полягає в «старінні гіпоталамуса», порушенні функціонування гомеостатичних центрів, розташованих в гіпоталамусі і лімбічній системі, що призводить до дисфункції гіпофіза і статевих залоз. Характерним є зниження гормональної активності гонад з припиненням репродуктивної функції. Окрім порушення центральної регуляції, мають певне значення інволютивні зміни в периферичних органах репродуктивної системи.

## Прояви
До патологічних варіантів клімактеричного періоду у чоловіків відносять ранній клімакс і клімактеричний синдром. Зрушення нейро-ендокринної перебудови нашаровуються на прояви атеросклеротичного ураження судин, яке у чоловіків формується на 7-10 років раніше, ніж у жінок.
- Гіпертензивний синдром проявляється нестійким підвищенням артеріального тиску, транзиторною гіпертензією. Значніше підвищується систолічний тиск, що призводить до високого пульсового тиску.
- Стенокардитичний синдром проявляється нападами стенокардії, не пов'язаними з фізичним навантаженням, що погано купіруються коронаролітиками. Болі усуваються на тлі лікування андрогенами.
- Вазоастенічний синдром характеризується швидкою стомлюваністю і м'язовою слабкістю. Напади м'язової слабкості з'являються несподівано, не залежать від фізичного навантаження, є наслідком порушення регіонарного кровообігу.
- Сечостатева дисфункція пов'язана зі зниженням тонусу сечового міхура, порушеннями функціонування передміхурової залози: турбують невизначені тупі болі в області сечового міхура, утруднення початку сечовипускання, інші дизуричні явища. Лібідо збережене, але можуть виникнути порушення копулятивного циклу.